# (74048) 1998 HP121
(74048) 1998 HP121 – planetoida z pasa głównego asteroid okrążająca Słońce w ciągu 3,38 lat w średniej odległości 2,25 j.a. Odkryta 23 kwietnia 1998 roku.